# Carcinoscorpius rotundicauda
Carcinoscorpius rotundicauda је животињска врста класе Merostomata која припада реду Xiphosura.

## Распрострањење
Ареал врсте покрива средњи број држава. Присутна је у следећим државама: Индија, Тајланд, Малезија, Индонезија, Филипини и Сингапур.

## Угроженост
Подаци о распрострањености ове врсте су недовољни.